# 太平館餐庁

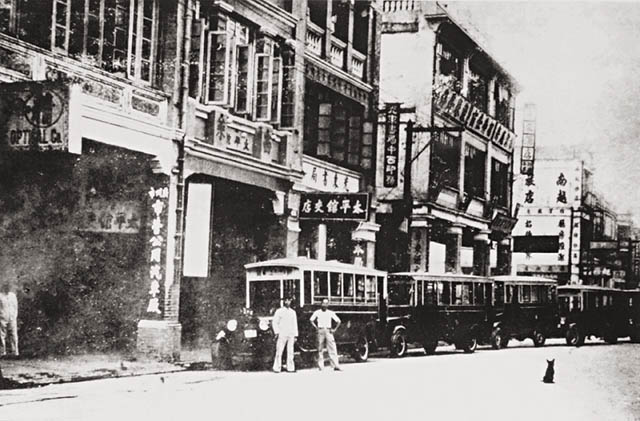
太平館が広州・永漢路に構えた初の支店（1927年）

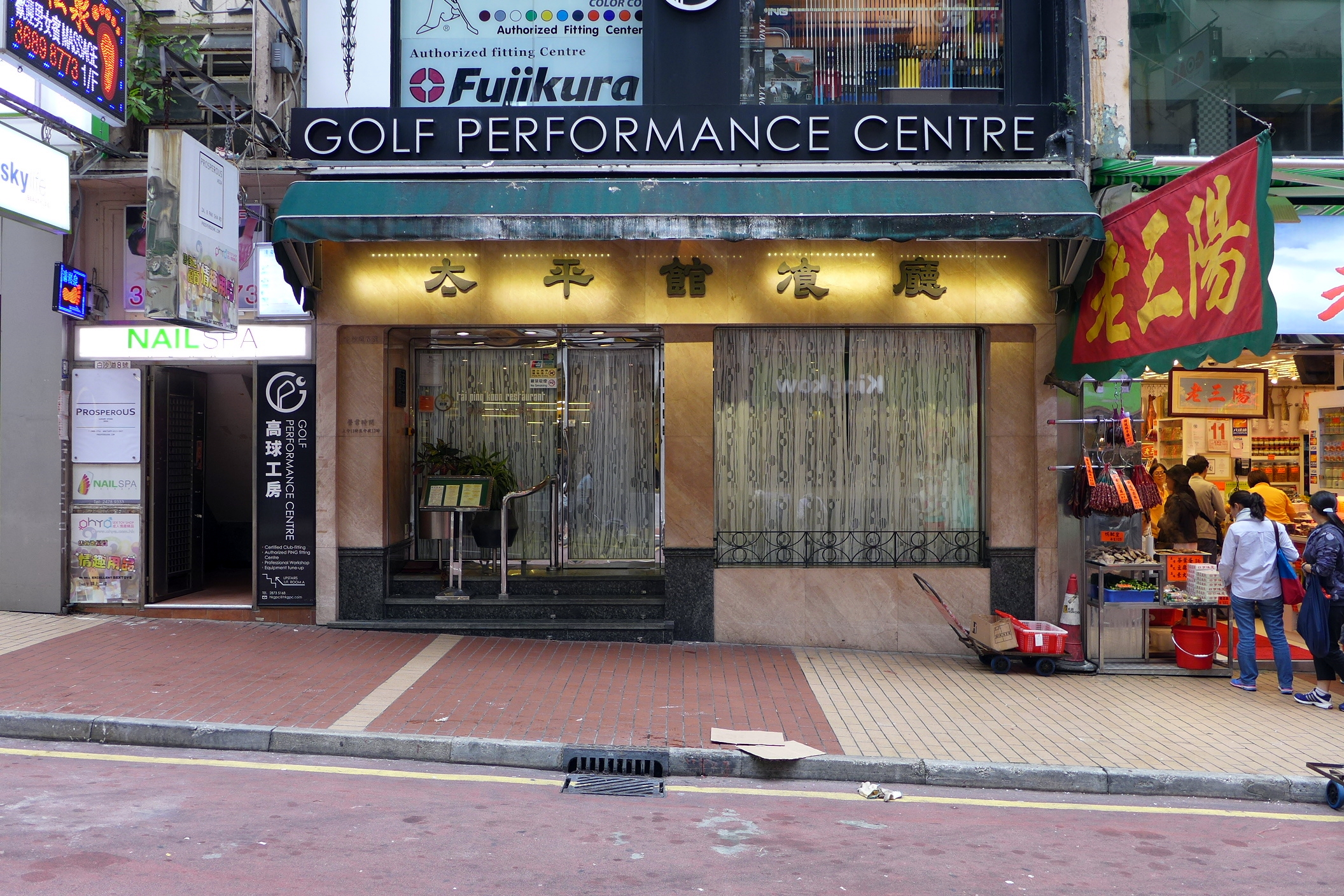
銅鑼湾分店

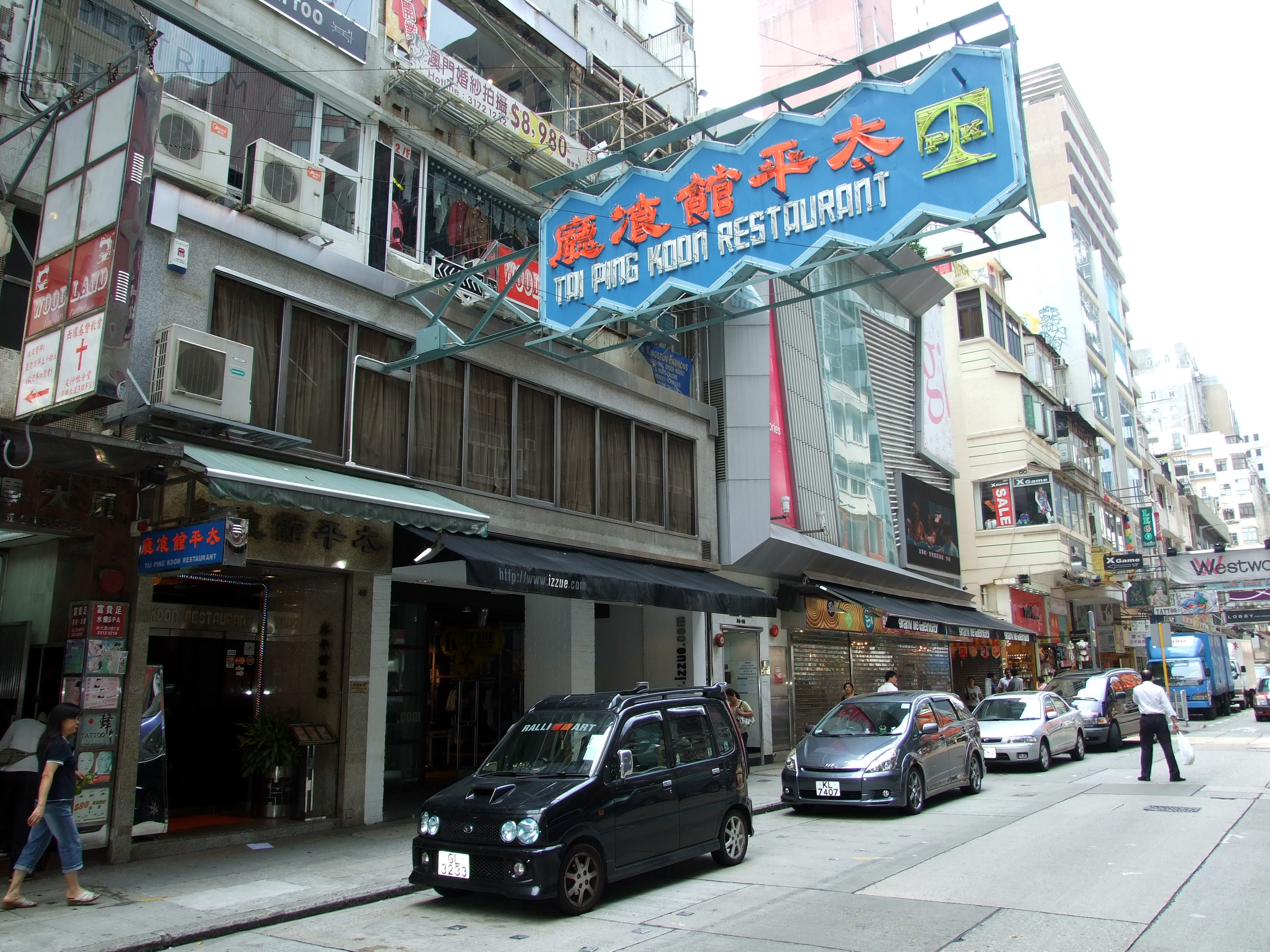
尖沙咀分店

太平館餐庁（たいへいかんさんちょう、中国語: 太平館餐廳、英語: Tai Ping Koon Restaurant、イェール式広東語: Taai pìhng gún chāan tēng）は、省港（広州および香港）に所在する広東式（香港式）洋食（豉油西餐）レストランである。1860年に広州・太平沙に第一号店を開店した。「太平館」の名はこの創業地の地名から取られたものである。広州で最も早期に出現した洋食レストランであり、中華圏で初めて華人により経営された洋食レストランでもあった。創業家の徐家は現在、香港においては尖沙咀、油麻地、銅鑼湾、中環士丹利街に太平館の4つの支店を経営しており、広州における現在の経営母体と徐家とはすでに無関係となっている。

## 歴史

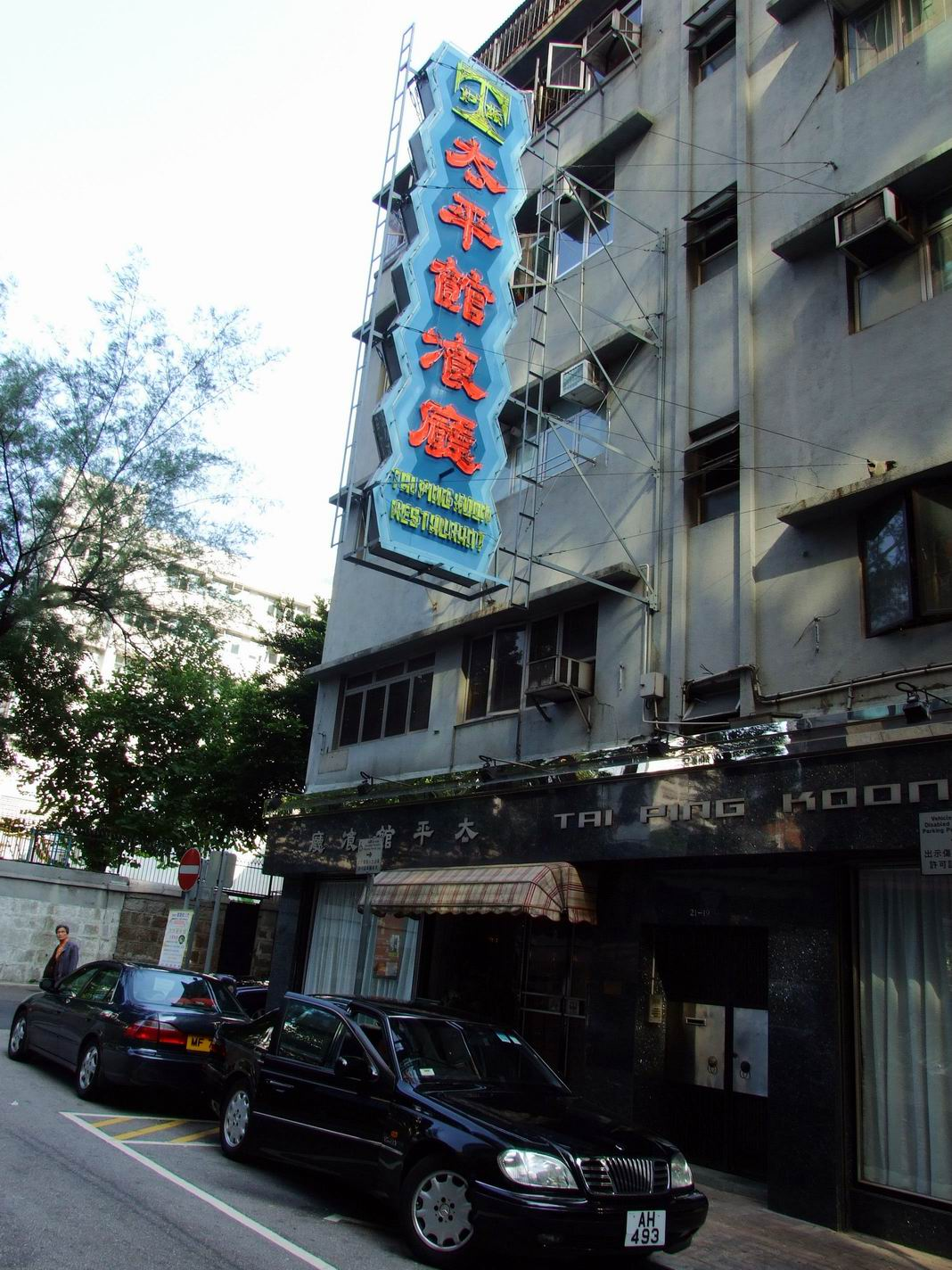
油麻地分店

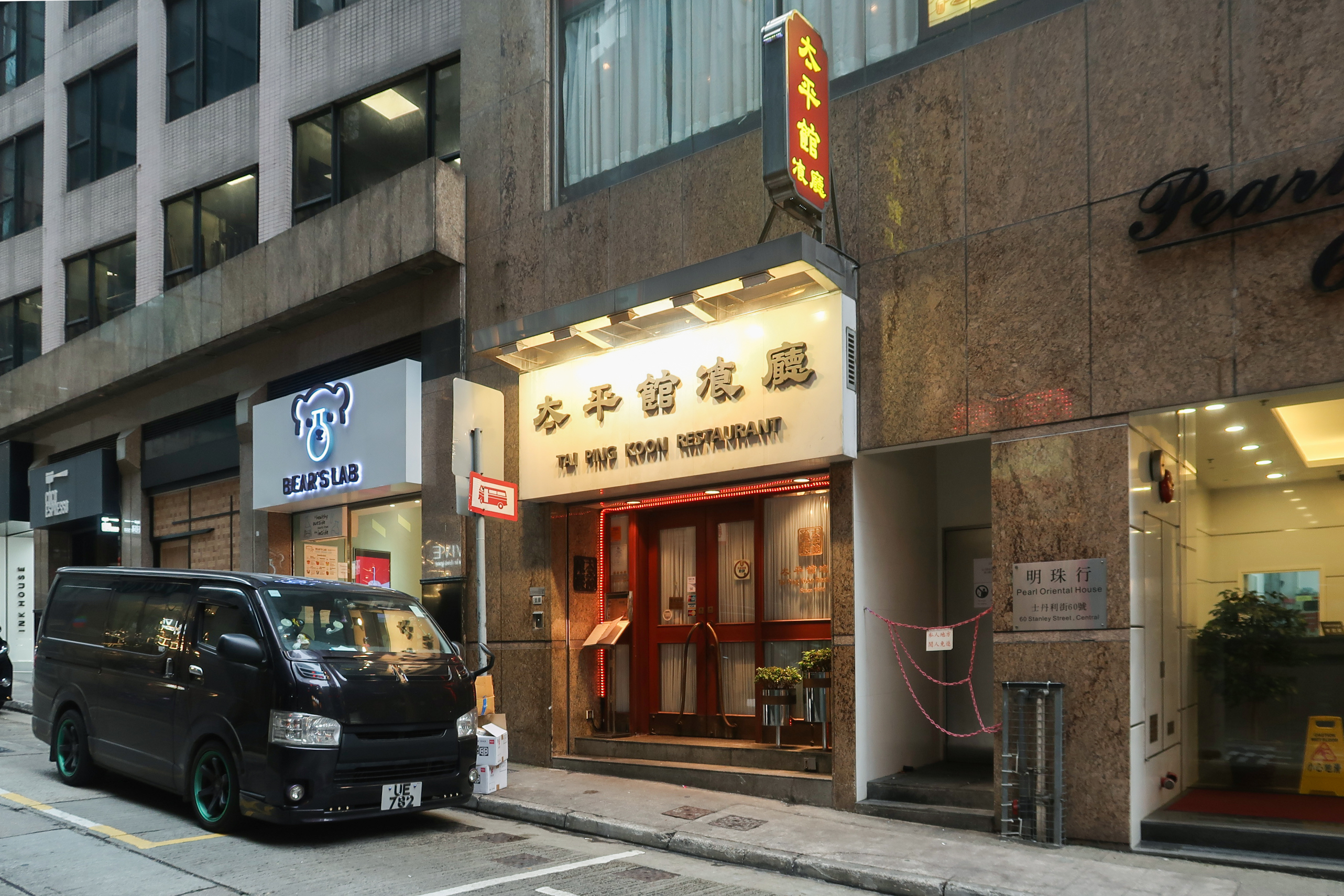
中環分店

太平館の創業者である徐老高は、広州西村（現在の環市西路）出身の人物である。もとは洋行（外国系商社）の西洋料理人として勤めていたが、後に辞職し、街頭で天秤棒を担いで食品を販売する露天商に転じた。徐は中国の醤油を西洋式の調理法に大胆に組み合わせるという革新的な手法で料理を提供し、たちまち評判を呼んだ。その人気から、やがて移動式の露天商をやめて固定式の屋台を構えるようになった。1860年（清咸豊十年）、徐は広州城南の菜市場付近で土地を取得し、店舗を構えて「太平館」と名づけた。これは、店が南関の太平沙という地にあったことに由来する。店の看板には横書きで「太平館西菜」、縦書きで「番菜番餅」と記され、豉油（醤油）ソースを用いて豚・牛のステーキ、焼き鳩、燻製魚などを調理し、清朝の官僚や洋行の買弁などを主要な客層とした。この年、咸豊帝は英仏両国に宣戦布告し、第二次アヘン戦争が勃発している。
20世紀初頭、太平館は創業者徐老高の息子である徐煥と徐枝泉の兄弟によって引き継がれ、その独特な風味によって広東省南部に名を馳せた。
中華民国の成立後、もう一人の徐家の後継者である徐宝泉は、広東財政庁の近く、永漢北路（現在の北京路、俗称「財庁前」）に「太平新館」という店を開いた。これにより、広州には「新館」と「旧館」の2つの太平館が並び立つことになった。徐氏の兄弟たちはこれに反対し、訴訟まで起こしたが、相手が店名に「新」という字を付けていたため、どうすることもできなかった。1920年代に入ると、広州では道路建設が盛んに行われ、交通も次第に便利になり、省城内にある太平館（新館）はますます繁盛するようになった。しかし、徐宝泉は商団に加わったことで、孫文による商団鎮圧の後に逃亡し、店舗は閉鎖された。
1925年、広州黄埔軍官学校政治部主任であった周恩来は、太平沙の太平館本店（現在の北京路店とは異なる）で宴席を設け、鄧穎超との結婚を祝った。この際、焼乳鴿（鳩のロースト）や牛尾湯（オックステールスープ）などが接待料理として供された。
1926年末、徐煥は近くの永漢路にあった国民餐庁（太平新館とはそれほど離れていない）を6,000香港ドル（当時の広州で流通していた貨幣の一つ）で買い取り、最初の支店を開設した。
1930年代、太平館は3代目の徐漢初兄弟によって経営された。1930年代中期から後期にかけて、蔣介石は広州滞在中によく太平館を訪れ、そのたびに店全体を貸し切っていた。警備は非常に厳重で、太平館の向かいにある複数の茶館にも警戒要員が配置された。蔣に同行していたのは中将の銭大鈞と警備の唐海安であった。当時、広州の新聞はこの出来事を一面トップで報じ、翌日には多くの客が店を訪れて情報を尋ね、蔣介石が座った個室を予約しようと競い合ったという。
日中戦争初期の1937年、徐漢初は料理人を伴って香港へ南下し、親戚が上環の三角碼頭で経営していた東山酒店内に店を構え、「省港太平館」と名付けて香港第一号店を創業し、広州本店はマネージャーに委ねられた。1938年10月21日に広州が陥落すると、徐兄弟とその家族は日本軍入城の数日前に香港へ逃れ、店は古参の従業員に任された。広州太平沙の本店は陥落後に略奪され、閉店を余儀なくされ、永漢路の支店も一時休業となった。香港の太平館は2年ほど営業を続けた後、湾仔の菲林明道に移転したが、1941年の香港陥落でやむなく閉店した。永漢路支店は日本占領期に営業再開を強いられたが、当時の広州は香港よりも比較的安定していたため、徐兄弟は広州に戻ったものの、営業成績は芳しくなかった。
1945年に広州が光復すると、太平館は徐々に営業を再開し、西関の第十甫路にある陶陶居の向かいに本店として「太平館餐室」（当時の住所は第十甫馬路150号）を設立、漢民北路（旧・永漢路）212号の店舗は引き続き支店として営業し、「太平支館餐廳」と名付けられた。香港重光後、徐兄弟は3年以上閉鎖されていた菲林明道の太平館を再開し、まもなく上環街市近くの徳輔道西にも新たな店舗を開設した。
国共内戦が始まると、徐家は中華人民共和国建国の直前に再び一家で香港へ移住したが、一時閉鎖されていた広州の太平館は営業を再開した。1955年に当局は土地改革などの政治運動を終えると、翌1956年には広州の太平館は正式に接収され、公私合営が実施された。これを受けて徐家は広州から資金を引き上げ、香港の太平館経営に専念することとなった。

### 店鋪の変遷

#### 香港

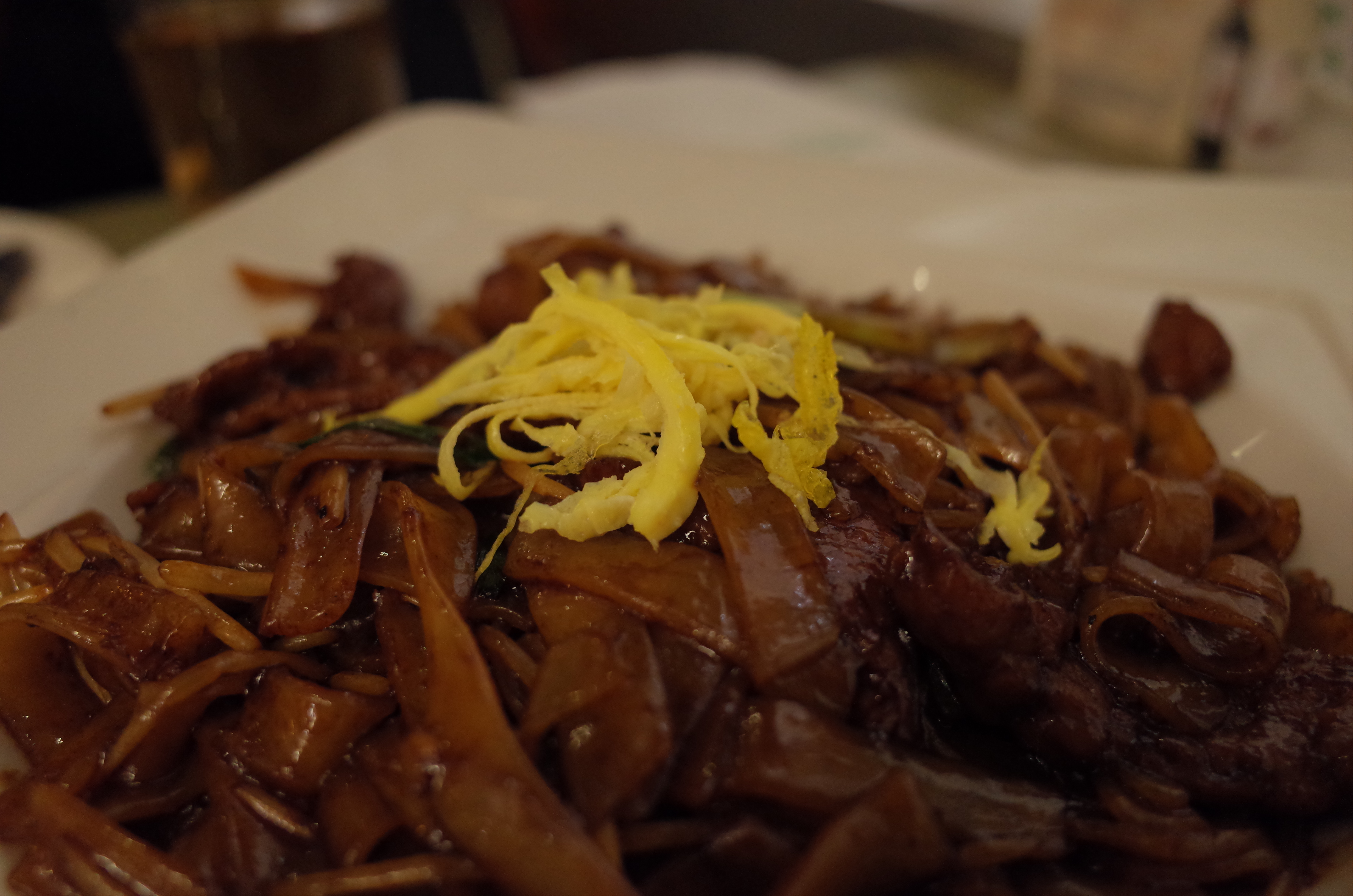
油麻地分店の干炒牛河

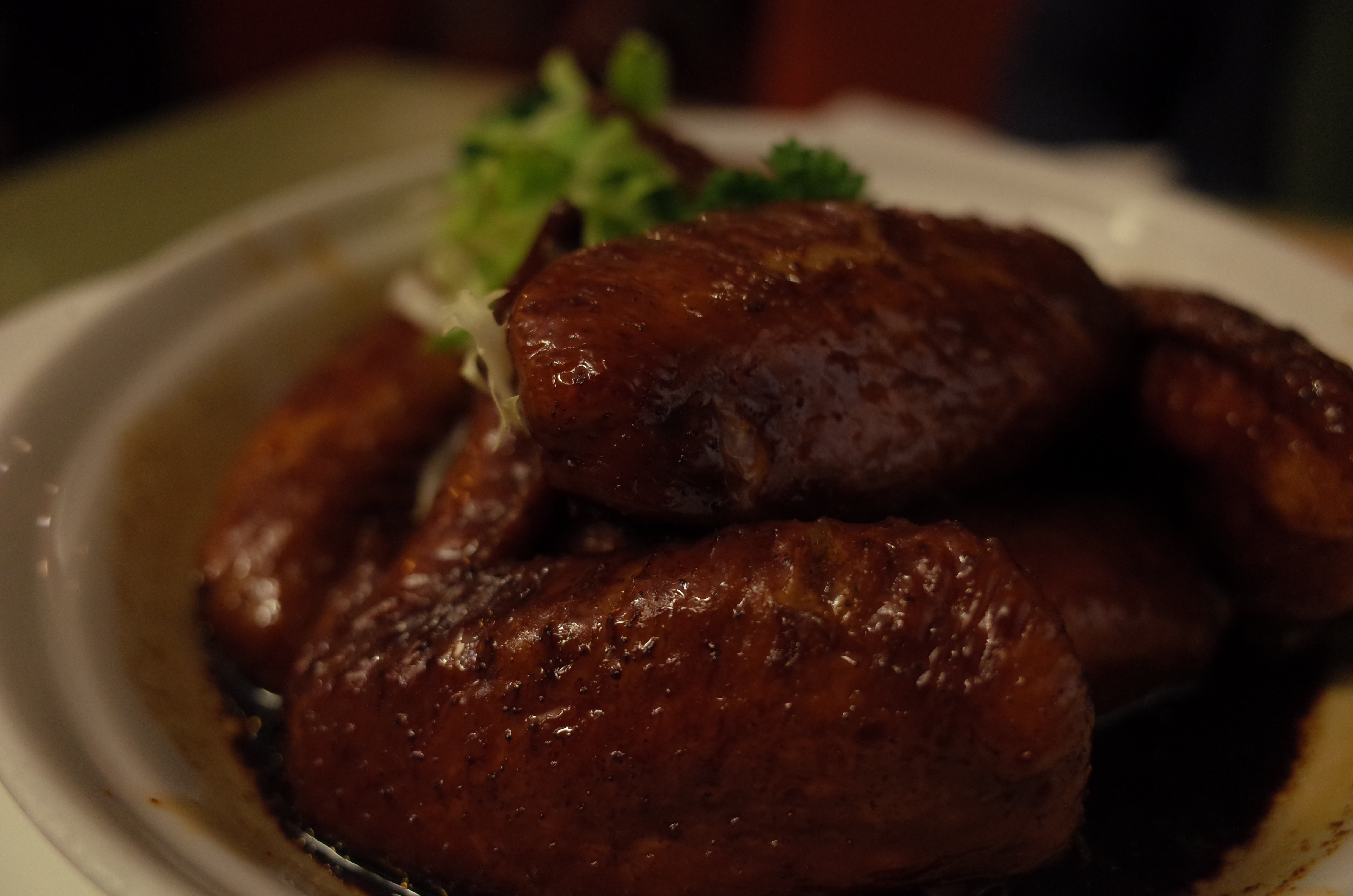
油麻地分店の瑞士鶏翼

徐家は香港における太平館の事業展開に全力を注ぎ、1950年代には初めて九龍・ネイザンロードの大華戯院そばに支店を開設したが、1964年に建物の取り壊しに伴い、現在の茂林街に移転した。湾仔店も同様に、元の場所が再開発されたため、1970年代初頭に銅鑼湾の白沙道に移転した。1976年には尖沙咀の柯士甸道に支店を開設し、その後1981年には加連威老道にて、豊弼有限公司の名義で5,000平方フィートの店舗を315万香港ドルで購入。大型商業施設「The ONE」の開業に伴い、市場価値は1億香港ドルにまで急騰したと伝えられている。2003年、SARS流行期には中環士丹利街に第4店舗を1,440万香港ドルで取得した。
現在の香港の太平館は、徐漢初が兄弟から株式を買い取り、単独で経営するようになったものであり、生前にその株式を3人の息子に平等に分配した。その後、三家族は常に和やかに共存してきた。

#### 広州
太平沙太平館の本店は、永漢南路（現在の北京南路）太平沙大巷（現在の太平通津の北）沿いに位置していたが、この大巷は少なくとも1986年にはすでに姿を消しており、建物自体も1990年代に当局によって取り壊された。
太平館はかつて漢民北路212号（旧称：永漢路、現在の北京路344号）にあり、典型的な騎楼構造の建物であった。1階は100平米を超える大広間で、左前方には上階へ通じる階段があり、2階は2つの個室に分かれていた。香港太平館の当主であり、太平館の5代目である徐錫安によると、多くの広州市民は太平館が北京路342号と344号に三つの連なる店舗を構えていたと誤解しているが、実際には最初から344号の一部のみであり、全体で4層半・約980平米の広さを持っていたという。現在でも香港の太平館は百年前の装飾様式と配置を守り続けているが、かつて広州のこの太平館にも古風な趣があり、座席には広東南部の西洋料理店特有の「卡座」が使われていた。
当局は太平館の後継者が離れた後に店舗の拡張を行った。北京路342号、344号、346号に位置する太平館は、1993年以前は国有企業であり（その中で旧漢民北路208号は「美利権餐室（Blue Bird Cafe）」という西洋料理店であった）、営業面積は2,530平米に及び、4人のテナント所有者が関与していたほか、そのブランドおよび経営権はすべて上部組織である広州市飲食服務公司に属していた。公私合営の際、広州市当局はすでに太平館および美利権の商標を接収しており、美利権は太平館内部で販売されるアイスクリーム製品「美利權雪糕（美利権アイスクリーム）」として再編された。1993年、広州飲食服務公司は太平館の3つの店舗物件を香港のある企業と共同出資して中外合作企業を設立し、契約期間は10年間とされた。香港側は1,600万元を投じて店舗の内装改装を行った。提携の初期および中期には太平館の商売は非常に好調だったが、後期には業績が振るわず、香港側は経営から早期に撤退した。なお、香港側はすでに東江海鮮飲食集団を経営に関与させていたため、広州飲食服務公司は太平館の経営権を全面的に東江集団へ譲渡した。これにより、2002年から始まる10年間の賃貸契約が締結され、該当する物件を太平館の営業拠点として使用し、「太平館」というブランドの使用も認められたが、東江集団はその物件の賃借権およびブランドの所有権を持っていなかった。
2003年、東江集団は数百万元を投じて太平館の改装を行い、経営は順調に推移していた。だが、2002年9月1日、不動産管理部門が「僑房」政策を実施し、北京路344号の半分と346号の物件の所有権が民間の元の所有者に返還された。返還された部分の物件は、太平館の営業面積約1,000平米に相当し、厨房、エレベーター、階段といった中枢の設備を含んでいた。この部分の所有権は2人のオーナーが所有しており、そのうちの1人が徐錫安であった。しかし、両オーナーが提示した賃料を東江集団が受け入れなかったため、オーナー側は北京路346号および344号の一部物件の使用権を回収することを要求した。2003年9月、広州中級人民法院（広州中級裁判所）は最終的に使用権をオーナー側に返還する判決を下した。その後3か月間、太平館は営業を続けたが、12月には裁判所によって物件が強制的に返還され、徐氏が正式に全面的に物件を回収した。そして2005年1月4日、東江集団は正式に太平館の営業停止を発表した。
東江集団は、太平館の階段、空調室、厨房の所有権が元のオーナーに返還されて以降、賃料が従来の1平方メートルあたり数十元から200元に跳ね上がったと主張した。同集団は、これほど高額な家賃は到底支払えず、他の場所で営業を続ける計画であるとし、さらには太平館を創業家である香港の徐家に売却する意向も示した。これに対して徐錫安側は、裁判になる前に太平館の営業継続を望んで賃料を月額10万元まで引き下げる提案を行ったが、東江側はそれでも受け入れなかったと説明。最終的には裁判所が広州市越秀区房屋租賃管理所に命じ、市政府の文書に基づき家賃を月額18万元と査定する終審判決が下されたと述べている。
徐錫安はインタビューで、改革開放以降ずっと広州で太平館を再開したいという意向があったが、機会に恵まれなかったと語った。徐は「接触がなかったわけではないが、ずっとやりたいという気持ちはあった。ただ、これまで広州で太平館をやる機会がなかった。広州の太平館が閉店したと聞いて、再び広州太平館を経営するチャンスがあるかどうかを考えた」と述べ、「もし合理的に買収できるのであれば、全力を尽くすつもりだ。本当にやりたいと思っている」と語った。太平館は彼の家族が創業したブランドであり、愛着があると同時に、その存続に責任を感じているという。また、「もし東江が太平館をやるのであれば、私はもうやらない」とも語った。現在、彼らは太平館の商標を保有する広州商標協会と初歩的な接触を行った段階だという。また、賃料に関しては自分が直接関わっておらず、家族の決定であると強調した。業界の関係者や太平館で20年以上勤務したことのある元スタッフによれば、老舗ブランドの経営成否は一部の賃料の高低と大きな関係はなく、当時の北京路沿いの平均的な月額賃料は確かに200元程度であり、多くの商店が同様の負担を抱えていたが、営業には支障がなかったと指摘している。
2005年3月28日、東江集団は太平館を再度改装したうえで営業を再開し、店舗は北京路342号の1階から3階に縮小された範囲で営業が行われ、西洋料理を主とする業態となった。2階には新たに厨房が設けられ、344号の1階部分も営業スペースとして使用された。内部には「総理餐廳（総理レストラン、総理とは周恩来を指す）」と名付けられた特別区画が設置され、主に「懐旧（ノスタルジー）」の要素を売りにしたサービスが展開された。

## 看板
太平館餐庁の看板および横額は「嶺南才子」陳荊鴻による筆であり、「餐廳」の「餐」の字は古字の「飡」として書かれている。「飡」は『集韻』によれば「七安切」で音は「餐」に同じく、意味も「餐」と同様である。

## メニュー
- 瑞士鶏翼：看板料理であり、太平沙太平館で外国人が「豉油鶏翼」を食べて「Sweet! Sweet! Good!（甘い！美味しい！）」と絶賛したのが由来。当時のウェイターがその言葉を通訳として来店していたバイヤーの客に伝えたところ、事情をよく知らずに「スイス（中国語: 瑞士）」と誤訳した。以来、「豉油鶏翼」は「瑞士鶏翼」と呼ばれるようになった。
- 焼乳鴿（中国語版）
- 焗蟹蓋
- 煙倉魚
- 瑞士汁炒牛河（中国語版）
- 焼猪肶
- 焗葡国雞（中国語版）
- 焗梳乎厘
- 岑味牛脷：「岑味」はフランス語の「Salmi」の中国語音訳であり、バターと鶏レバーで作られたソースで調理される。